# Dieter Lattmann

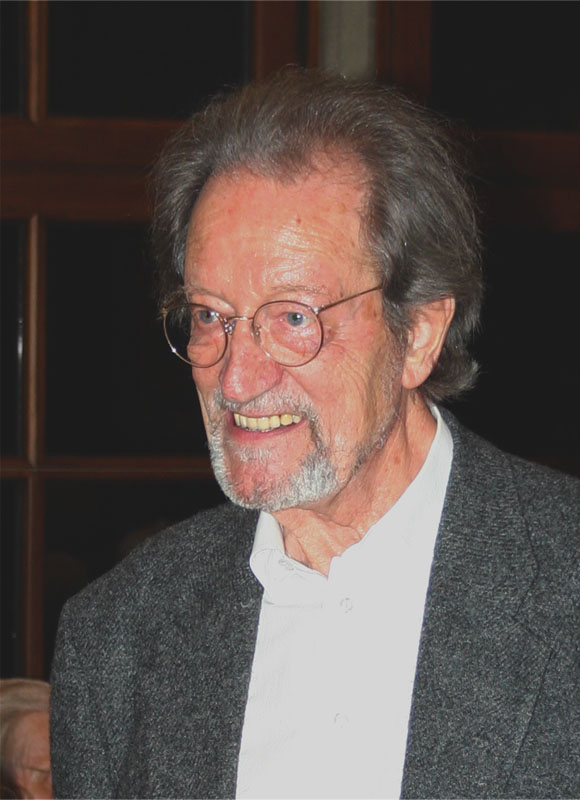
Dieter Lattmann (2006)

Dieter Lattmann (* 15. Februar 1926 in Potsdam; † 17. April 2018 in München) war ein deutscher Schriftsteller und Politiker der SPD sowie Mitinitiator der Künstlersozialversicherung und Künstlersozialabgabe.

## Leben
Dieter Lattmann wurde als Sohn des Offiziers Hans Lattmann (1894–1980) geboren. Lattmanns Großvater war der völkische Politiker und Reichstagsabgeordnete Wilhelm Lattmann, zu seinen Onkeln zählte unter anderem der Offizier Martin Lattmann, eine der führenden Personen des Nationalkomitees Freies Deutschland. Der Politiker Klaus Lattmann war ein Bruder.
Dieter Lattmann wurde 1944 – in der Spätphase des Zweiten Weltkrieges – als Achtzehnjähriger zum Militärdienst eingezogen, jedoch bald wegen „Wehrkraftzersetzung“ degradiert. Nach dem Krieg absolvierte er von 1946 bis 1947 eine Ausbildung zum Verlagsbuchhändler beim Bärenreiter-Verlag in Kassel. Zeitgleich begann er zu schreiben, zunächst Zeitungsartikel. Zwischen 1947 und 1959 arbeitete er für verschiedene renommierte Buchverlage in verschiedenen Positionen. Danach widmete er sich dem Schreiben von Erzählungen, Romanen und Essays. Von 1969 bis 1974 war er Mitbegründer und Vorsitzender des Verbandes deutscher Schriftsteller, von 1972 bis 1980 Mitglied des Deutschen Bundestages, wo er sich für die Künstlersozialversicherung einsetzte, für die SPD im Wahlkreis Kempten (Allgäu), und von 1977 bis 1985 gehörte er dem Präsidium des Goethe-Institutes an.
Dieter Lattmann trat für die gewerkschaftliche Organisation von Schriftstellern ein und war in der Friedensbewegung tätig. Die Einbindung der wirtschaftlichen Nutznießer von Dienstleistungen in die Altersvorsorgefinanzierung der rechtlich selbständigen Leistungserbringer (Künstler, Publizisten) durch die Künstlersozialabgabe geht maßgeblich auf Dieter Lattmann und Herbert Ehrenberg zurück.
Lattmanns literarische Werke sind vorzugsweise im Nachkriegsdeutschland angesiedelt. Seit 1967 war er Mitglied des PEN-Zentrums Deutschland. Dieter Lattmann lebte in München. Ab 2011 lebte er zusammen mit seiner Frau im Seniorenzentrum Augustinum in München, wo er 2018 im Alter von 92 Jahren gestorben ist.

## Werke (Auswahl)
- Die gelenkige Generation.Essays und Erzählungen. Langen-Müller Verlag, München 1957.
- Ein Mann mit Familie. Roman, Kindler, München 1962.
- Mit einem deutschen Pass. Tagebuch einer Weltreise, Kindler, München 1964.
- Zwischenrufe und andere Texte, Kindler, München 1967.
- Schachpartie. Roman, Kindler, München 1968.
- Die Einsamkeit des Politikers, Kindler, München 1977.
- Die lieblose Republik. Aufzeichnungen aus Bonn am Rhein, Kindler, München 1981.
- Die Brüder. Roman, S.Fischer Verlag, Frankfurt am Main 1985.
- Die Erben der Zeitzeugen: Wider die Vertreibung der Geschichte, Fischer, Frankfurt am Main 1988.
- Die verwerfliche Alte. Eine Geschichte aus unserer Zeit, 1991.
- Jonas vor Potsdam, 1995.
- Fernwanderweg, 2003.
- Einigkeit der Einzelgänger, 2006.
- Es will Abend werden, 2016.

## Auszeichnungen
- 1989: Wilhelm-Dröscher-Preis